# Broadleysaurus major
Genre
Espèce
Synonymes
- Gerrhosaurus major Duméril, 1851
- Gerrhosaurus zanzibaricus Pfeffer, 1889
- Gerrhosaurus major bottegoi Del Prato, 1895
- Gerrhosaurus major var. zechi Tornier, 1901
- Gerrhosaurus bergi Werner, 1906
- Gerrhosaurus grandis Boulenger, 1908

Statut de conservation UICN

 LC  : Préoccupation mineure
Broadleysaurus major, unique représentant du genre Broadleysaurus, est une espèce de sauriens de la famille des Gerrhosauridae.

## Répartition
Cette espèce se rencontre :
- au Ghana, au Bénin, au Togo, au Nigeria, au Cameroun, en Centrafrique ;
- au Soudan du Sud, en Éthiopie, en Érythrée, à Djibouti, en Somalie, au Kenya, en Tanzanie, au Congo-Kinshasa ;
- en Zambie, au Malawi, au Mozambique, au Zimbabwe, au Botswana, au Swaziland et en Afrique du Sud.

## Description
Cette espèce est ovipare.

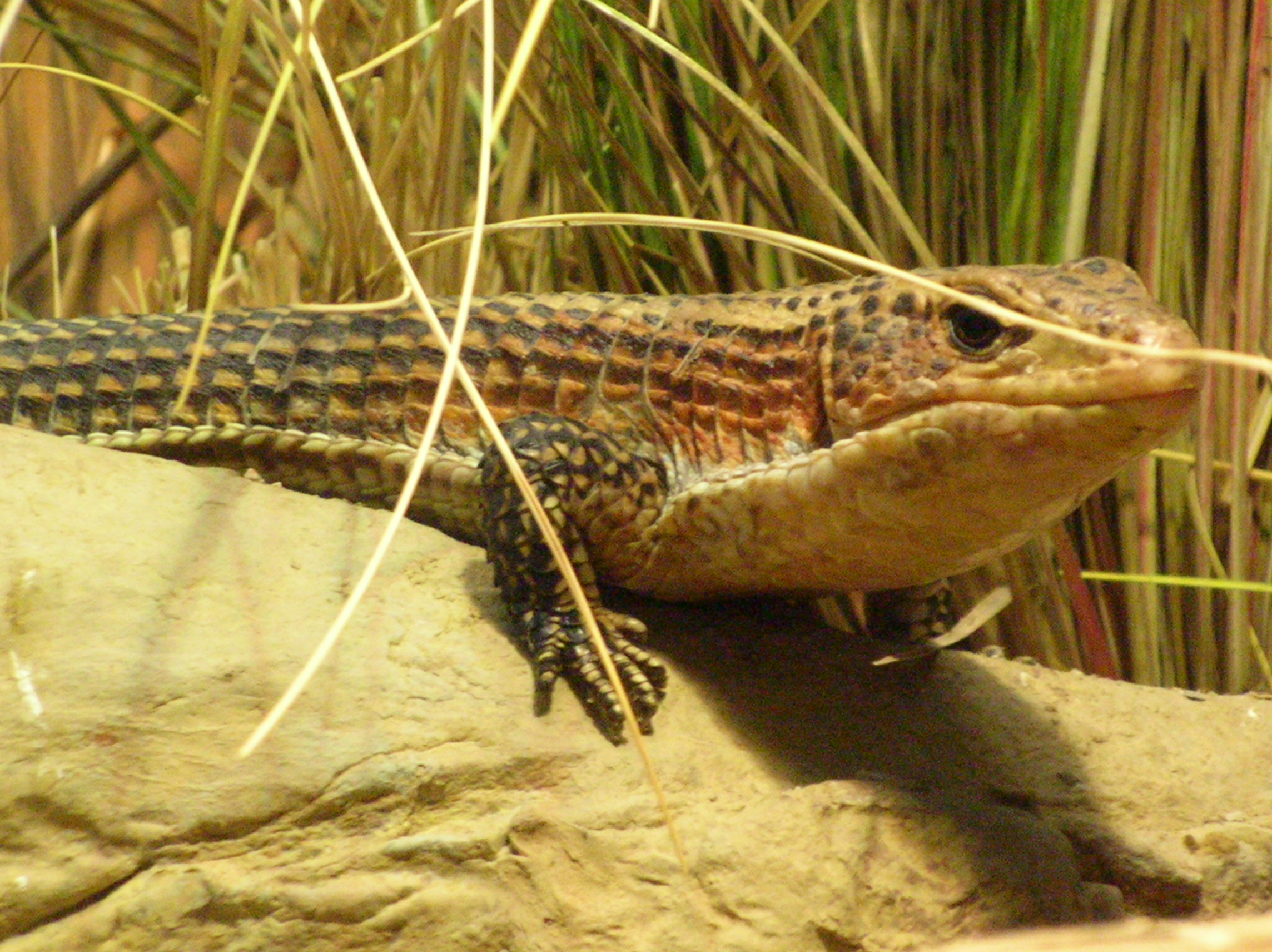
Broadleysaurus major

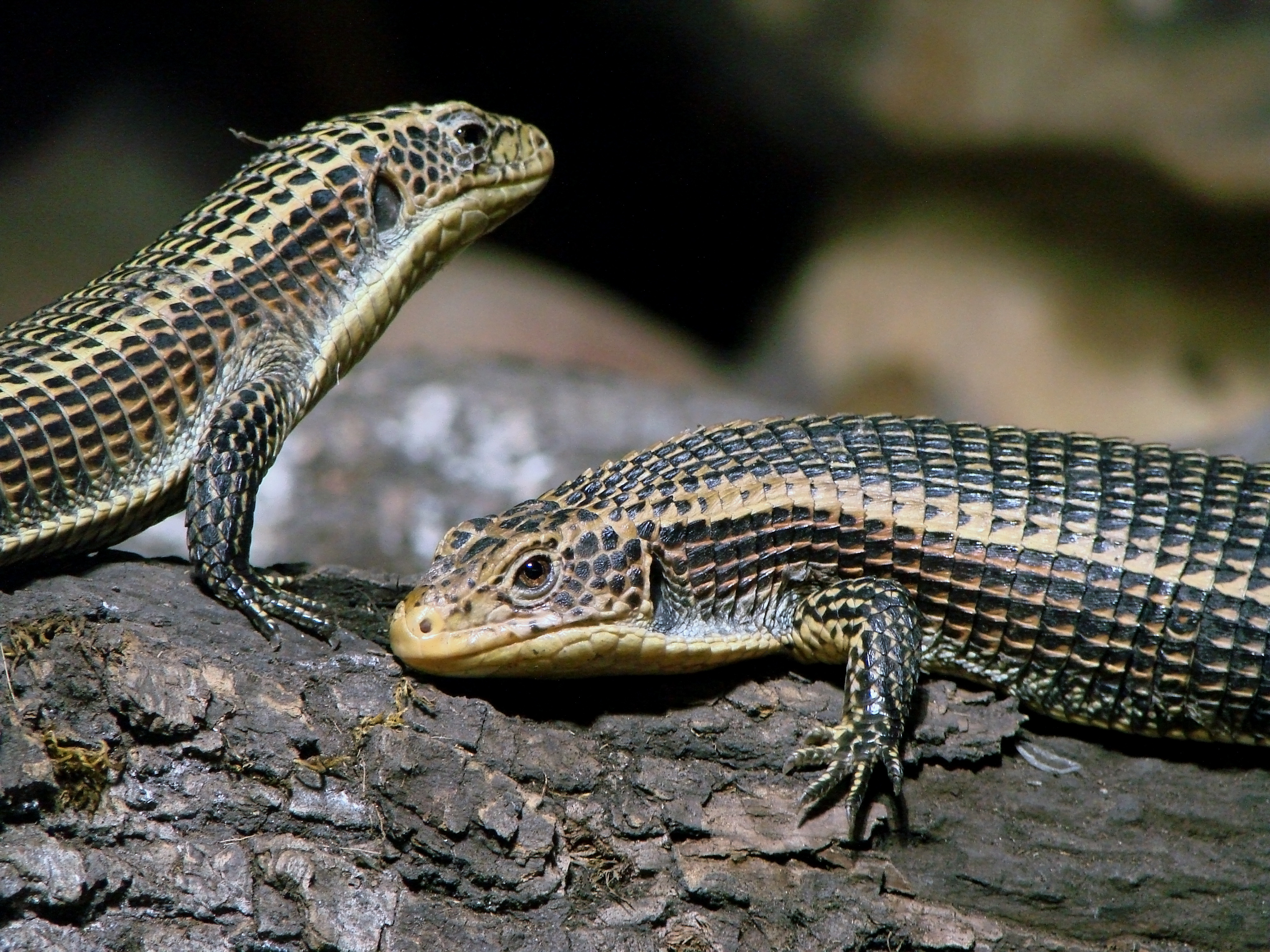
Broadleysaurus major

L'espèce peut atteindre 45 à 71 cm

## Captivité
Broadleysaurus major peut être trouvé en animalerie, c'est un lézard omnivore.

## Étymologie
Ce genre est nommé en l'honneur de Donald George Broadley.

## Publications originales
- Bates, Tolley, Shelley Edwards, Davids, Silva & Branch, 2013 : A molecular phylogeny of the African plated lizards, genus Gerrhosaurus Wiegmann, 1828 (Squamata: Gerrhosauridae), with the description of two new genera. Zootaxa, no 3750 (5), p. 465–493.
- del Prato, 1895 : Vertebrati Eritri aggiunta al catalogo della collezione Eritrea Bottego. Atti della Società italiana di Scienze naturali e del Museo Civico di Storia naturale di Milano, vol. 35, p. 17-26 (texte intégral).
- Duméril & Duméril, 1851 : Catalogue méthodique de la collection des reptiles du Muséum d'Histoire Naturelle de Paris. Gide et Baudry/Roret, Paris, p. 1-224 (texte intégral).